# بیس(فولوالن)دی‌آیرن
بیس (فولوالن) دی‌آیرن (به انگلیسی: Bis(fulvalene)diiron) کمپلکس آلی حاوی آهن با فرمول شیمیایی (C5H4-C5H4)2Fe2 است. از نظر ساختاری، این مولکول از دو مرکز آهن تشکیل شده‌است که بین دی‌آنیون‌های فولوالن به شکل ساندویچ شده قرار گرفته‌اند. این ترکیب یک جامد نارنجی با حلالیت کمتر در بنزن نسبت به فروسن است. ساختار آن توسط بلورنگاری پرتوی ایکس تأیید شده‌است. این ترکیب به دلیل خواص اکسایش و کاهشی آن توجه خاصی را به خود جلب کرده‌است.

## فرآوری
اولین بار توسط جفت‌شدن اولمان ۱٬۱'-دی‌یدوفروسن با استفاده از مس تهیه شد، اما روش بعدی که با استفاده از واکنش دی‌لیتیوفولوالن و فروس کلرید است باعث می‌شود که این کمپلکس با بازدهی ۲۰-۴۰٪ تهیه شود:
2(C5H4Li)2 + 2FeCl2 → (C5H4-C5H4)2Fe2 + 4LiCl

## ترکیبات مرتبط
- بی‌فروسن